# Geneesmiddelengroep
De indeling in geneesmiddelengroepen zijn methoden waarmee het Farmacotherapeutisch Kompas en het Geneesmiddelenrepertorium alsook het  repertorium van het Belgisch Centrum voor Farmacotherapeutische Informatie geneesmiddelen in groepen indelen.